# سكان العراق

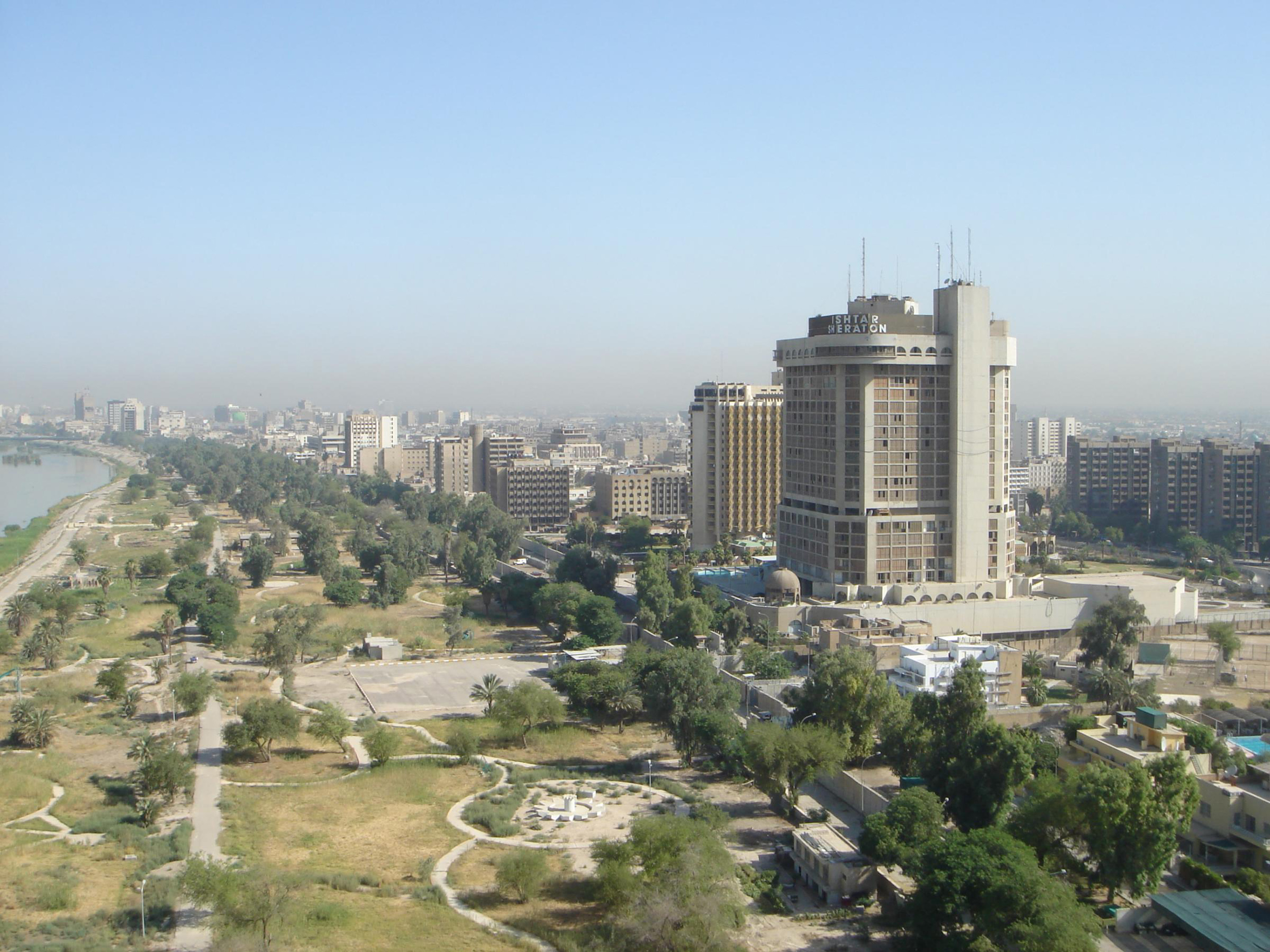
بغداد، العاصمة العراقية والمدينة الأكثر كثافة سكانية في العراق

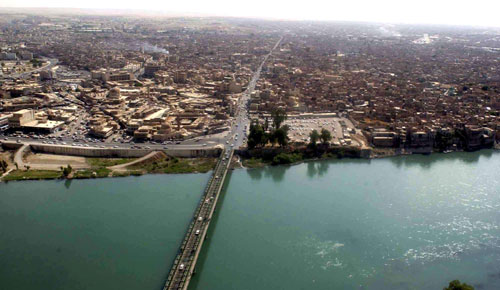
الموصل، المدينة الثانية من حيث الكثافة السكانية في العراق

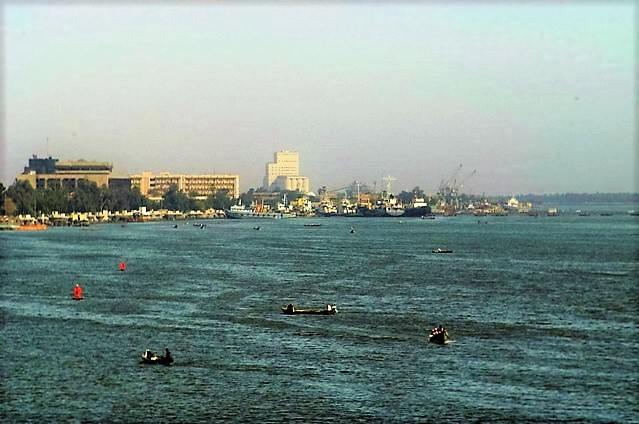
البصرة، المدينة الثالثة من حيث الكثافة السكانية في العراق

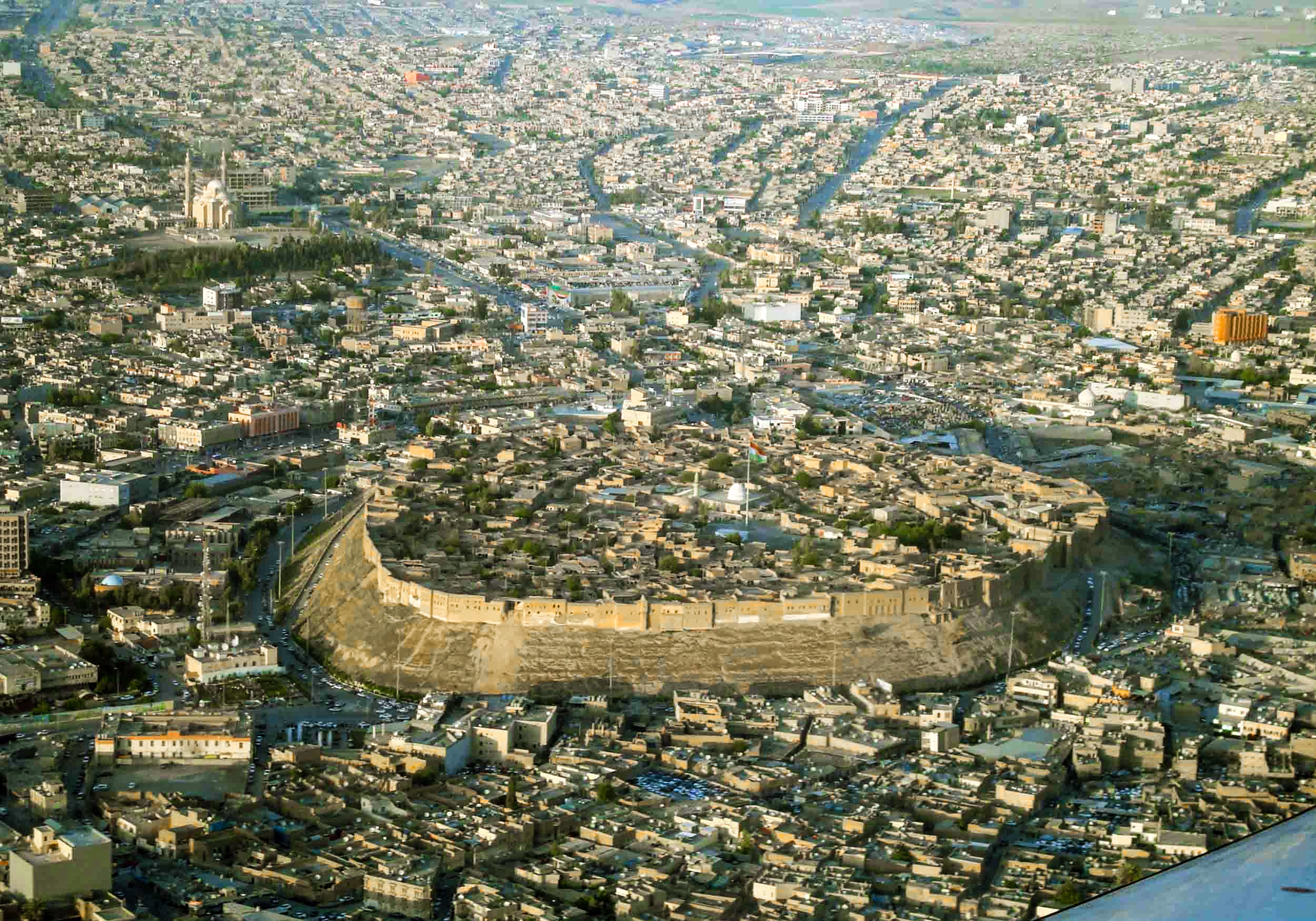
أربيل، المدينة الرابعة من حيث الكثافة السكانية في العراق

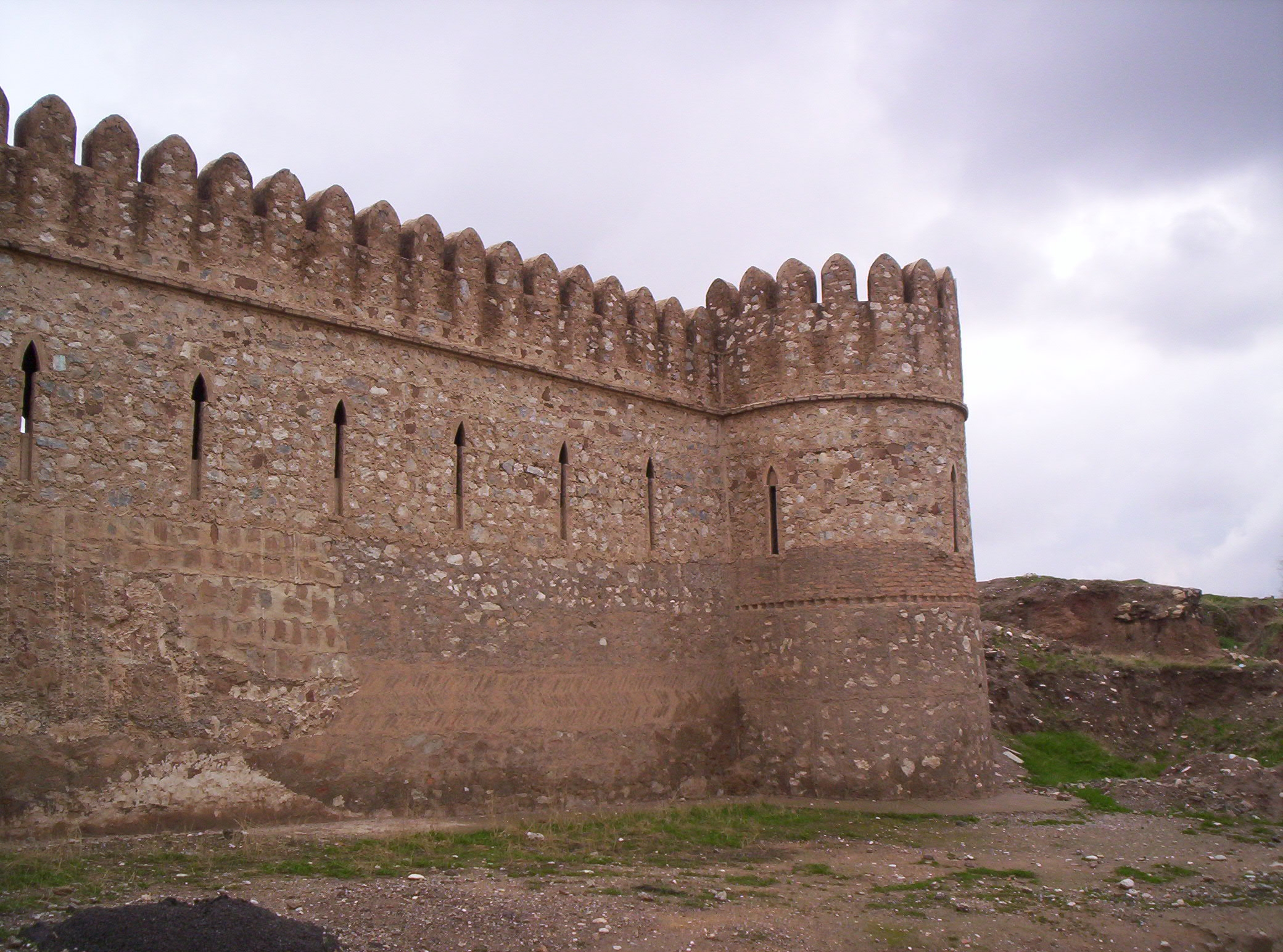
كركوك، المدينة الخامسة من حيث الكثافة السكانية في العراق

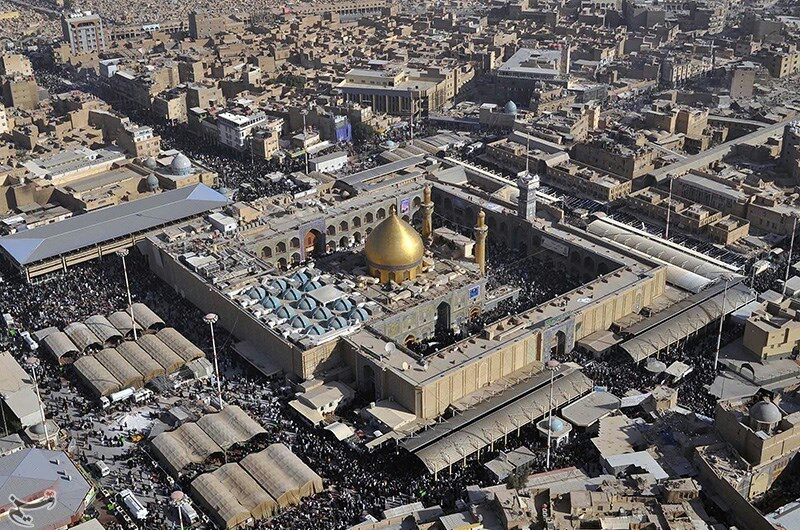
النجف، المدينة السادسة من حيث الكثافة السكانية في العراق

كربلاء، المدينة السابعة من حيث الكثافة السكانية في العراق

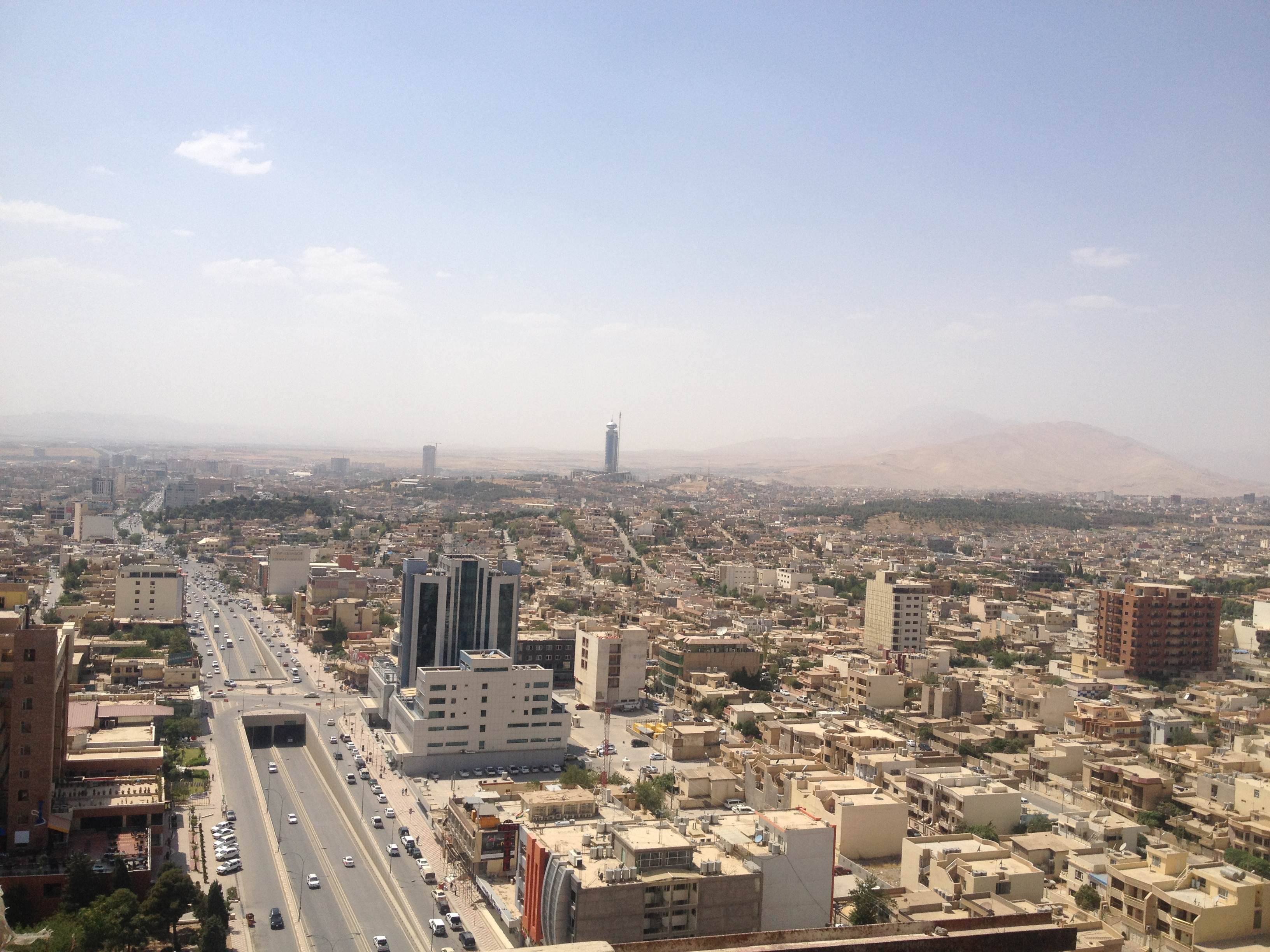
السليمانية، المدينة الثامنة من حيث الكثافة السكانية في العراق

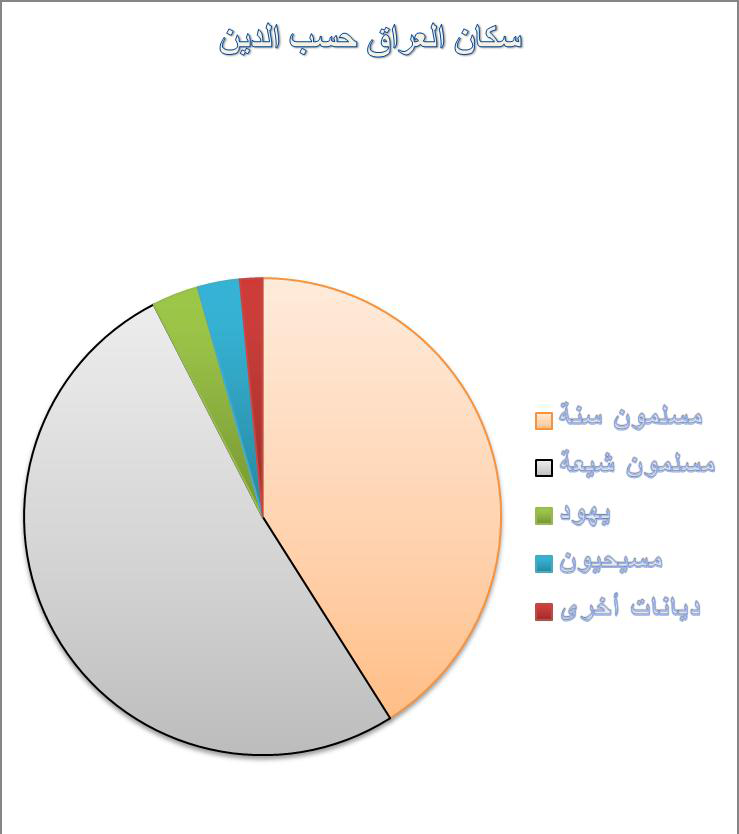
مخطط يوضح نسب سكان العراق حسب الدين نسبة لإحصاءات موقع إيه بي سي نيوز الإخباري بين عامي 2007-2009 (المصدر)

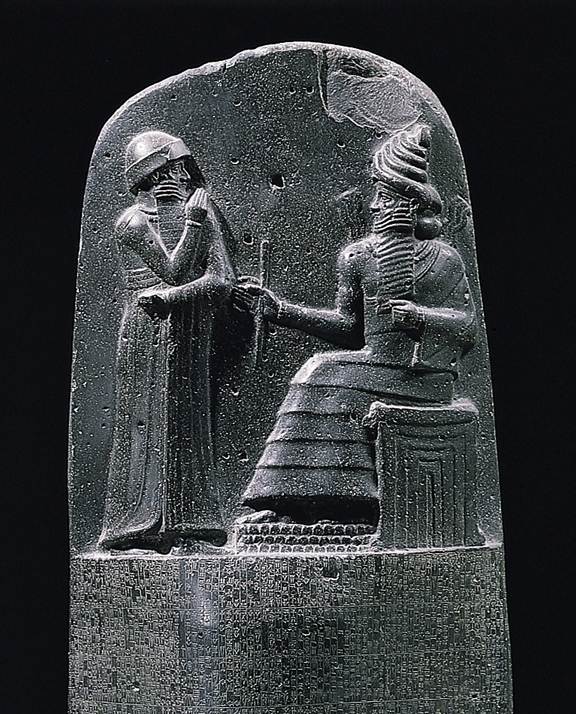
العراق كان مهداً لحضارات عديدة منذ ألاف السنين

سكان العراق (بالكردية: گه‌لی عیراق‏) هم السكان المقيمين داخل جمهورية العراق ويبلغ عددهم ما يقارب 37,5 مليون نسمة تقريبا، 59% منهم تتراوح أعمارهم من 16-64 وحوالي 38% منهم تحت عمر 15 سنة و 3% ممن تجاوزوا 64 عاما، ويسكن معظمهم في وسط البلاد. أكبر مدن العراق حسب تقديرات عام 2002م و 2005م هي بغداد (4 إلى 6 ملايين) ثم الموصل ثم البصرة ثم أربيل أما من ناحية عدد سكان المحافظات وحسب مصدر يدعي استناده على إحصاء وزارة التجارة والتخطيط العراقية وحكومة إقليم كردستان العراق لعام 2003، فمحافظة بغداد تضم أكبر عدد من السكان تليها
محافظة نينوى بعدها محافظة البصرة ثم محافظة ذي قار ثم محافظة بابل ثم محافظة السليمانية ثم محافظة أربيل.

## اللغة
تعتبر اللغة العربية واللغة الكردية لغتين رسميتين حسب الدستور العراقي الجديد ويتحدث اللغة العربية كلغة أم حوالي 85% من العراقيين ويتحدث اللغة الكردية كلغة أم حوالي 12% وتشكل التركمانية والسريانية وغيرها حوالي 3% من اللغات وتعد اللغة الإنجليزية هي اللغة الأجنبية الأكثر انتشارا.
بينما تعتبر اللغة التركمانية بالمرتبة الثالثة من ناحية استخدامها كلغة أم في العراق، كما أن الآرامية الشرقية مستخدمة أيضا من قبل بعض السكان المسيحيين أتباع كنيسة المشرق الآشورية وكنيسة المشرق القديمة والكلدانية والكنيسة السريانية الأرثوذكسية والكنيسة السريانية الكاثوليكية إضافة إلى اللغة الأرمنية المستخدمة لدى الأقلية الأرمنية.

### اللغات واللهجات
تنوّعت اللغات في العراق نتيجة اختلاف القوميات وتنوع الأديان والمذاهب فنجد بالإضافة إلى اللغة العربية والكردية والتركمانية والسريانية والأرمنية والمندائية توجد اللهجات المختلفة العراقية ومنها اللهجة اليهودية العراقية سابقا وتتعدد اللهجات العربية باختلاف المحافظات العراقية وباختلاف موقعها الجغرافي وأشهر هذه اللهجات اللهجة البصرية والأنبارية والبغدادية والموصلية، وتعدُّ اللغة الإنكليزية أوسع اللغات الأجنبية انتشاراً.

## الدين
العراق ذي غالبية مسلمة حوالي 97% من السكان، وينقسم معظم المسلمون في العراق إلى طائفتين رئيسيتين هما طائفة الشيعة الإثني عشرية وطائفة أهل السنة والجماعة، ويشكّلان نسبة متقاربة في تعدادهما، وفي إحصائية حديثة تبلغ نسبة المسلمون الشيعة 52٪ من سكان العراق بينما تبلغ نسبة المسلمون السنة 42٪ من السكان حسب تقرير قامت به مؤسستان هما ABC و Pew Research Center،. ويشكل المسيحيون والصابئة واليزيديين أقل من 5%, يذكر أن اليهود في العراق كانوا يشكلون ما يزيد على 4% من السكان بعد الحرب العالمية الثانية لكن أحداث الفرهود والهجرة القسرية التي تعرضوا لها من قبل النظام الملكي قلّصت أعدادهم إلى ما يقارب ال 10000 نسمة.

## سجل النفوس
بدأت الحكومات العراقية إحصاء النفوس منذ سنة 1927 ثم 1934 ثم 1947 ثم 1957، وقد اعتمدت الحكومات العراقية مدةً على إحصاء سنة 57 لأنه أُجريَ وفقَ مبادئ وأسس علمية وحديثة إذ شملَ سكان المدن والقرى والأرياف والعشائر العراقية الرحّالة التي كانت تسكن في بوادي العراق الثلاث، والجاليات العراقية في الخارج.
| السنة | المجموع |
| 1927  | 2968054 |
| 1934  | 3380533 |
| 1947  | 4816185 |
| 1957  | 6339960 |
| 1965  | 8097230 |
| 1969  | 8870666 |

## التوزع السكاني

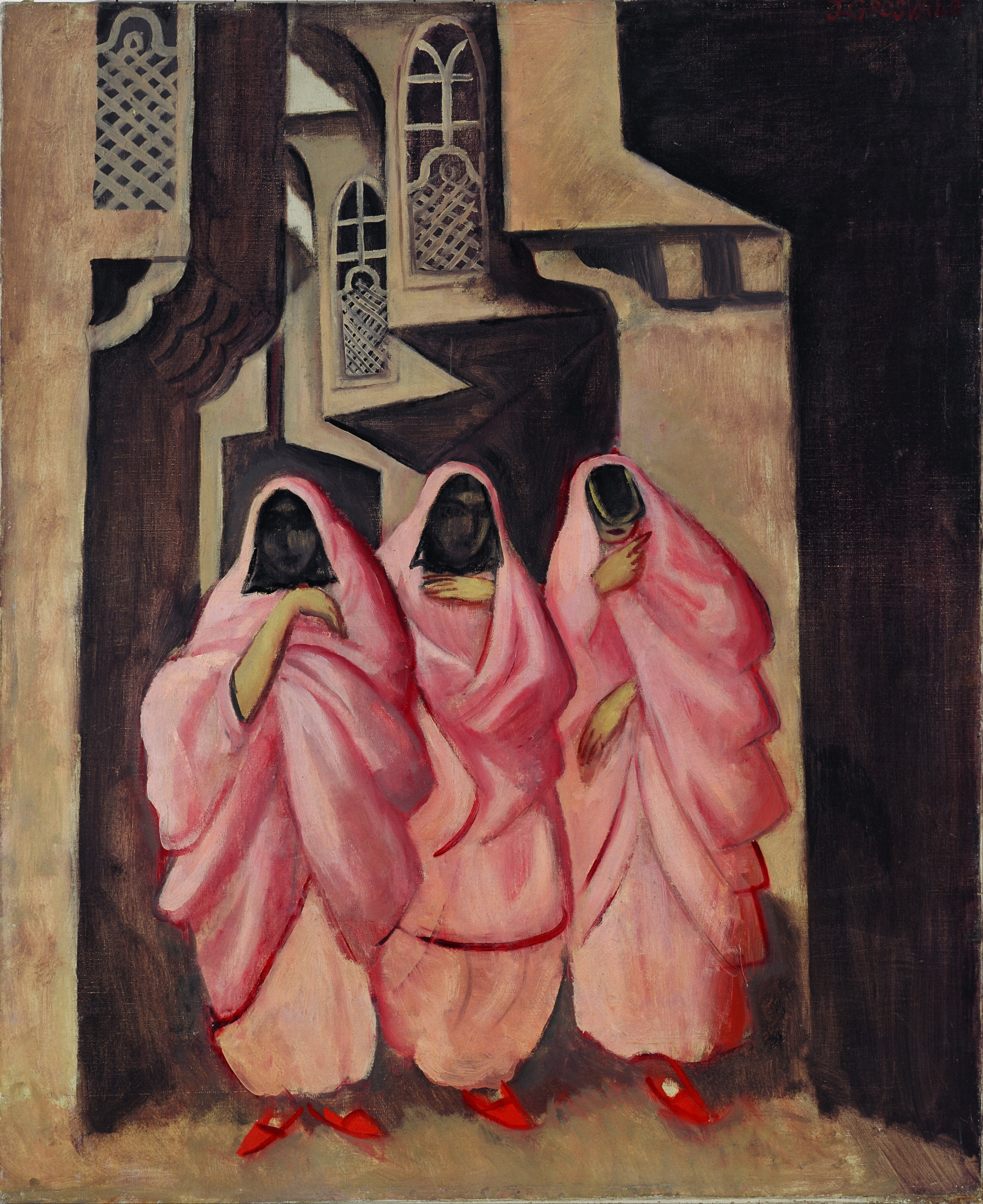

### الوضع عام 1867 م
كان عدد سكان العراق عام 1867م وفقاً للدكتور محمد سلمان حسن في بحث نشره معهد الإحصاء في جامعة أكسفورد لا يتجاوز المليون وربع إلا قليلاً
أما فئات السكان الثلاث فكانت نسبتهم كما يلي:
- القبائل البدوية: 35% من مجموع السكان.
- القبائل الريفية: 41% من مجموع السكان.
- أهل المدن: 24% من مجموع السكان.[11][12]

### إحصاء عام 1920 م
يذكر إحصاء أجرته السلطات قبل شهر إبريل/نيسان من عام 1920م أن مجموع سكان بلاد ما بين النهرين (العراق) كان مليونان و 849 ألف و 282 نسمة. وقد توزّع السكان وفقاً للمجموعات الدينية التالية:
| محافظة         | مسلمين سنة     | مسلمين شيعة    | يهود        | مسيحيين     | ديانات أخرى | المجموع        |
| -------------- | -------------- | -------------- | ----------- | ----------- | ----------- | -------------- |
| بغداد          | 130,000 نسمة   | 54,000 نسمة    | 50,000 نسمة | 15,000 نسمة | 1,000 نسمة  | 250,000 نسمة   |
| الأنبار        | 247,000 نسمة   | 200 نسمة       | 2,600 نسمة  | 200         | .......     | 250,000 نسمة   |
| الموصل         | 244,713 نسمة   | 17,180 نسمة    | 7,635 نسمة  | 50,670 نسمة | 30,180 نسمة | 350,378 نسمة   |
| صلاح الدين     | 66,455 نسمة    | 14,215 نسمة    | 300 نسمة    | .......     | .......     | 80,970 نسمة    |
| ديالى          | 54,953 نسمة    | 46,097 نسمة    | 1,689 نسمة  | 397 نسمة    | 900 نسمة    | 104,036 نسمة   |
| كركوك          | 85,000 نسمة    | 5,097 نسمة     | 1,400 نسمة  | 600 نسمة    | .......     | 92,000 نسمة    |
| السليمانية     | 153,900 نسمة   | .......        | 1,000 نسمة  | 100 نسمة    | .......     | 155,000 نسمة   |
| أربيل          | 96,100 نسمة    | .......        | 4,800 نسمة  | 4,100 نسمة  | 1,000 نسمة  | 106,000 نسمة   |
| الحلة          | 15,983 نسمة    | 155,897 نسمة   | 1,065 نسمة  | 27 نسمة     | 28 نسمة     | 173,000 نسمة   |
| الشامية        | 445 نسمة       | 189,000 نسمة   | 530 نسمة    | 20 نسمة     | 5 نسمة      | 190,000 نسمة   |
| الكوت          | 8,578 نسمة     | 98,712 نسمة    | 381 نسمة    | 127 نسمة    | .......     | 107,798 نسمة   |
| الديوانية      | 1,000 نسمة     | 192,300 نسمة   | 6,000 نسمة  | 5,000 نسمة  | 200 نسمة    | 207,500 نسمة   |
| البصرة         | 24,408 نسمة    | 130,494 نسمة   | 6,928 نسمة  | 2,221 نسمة  | 1,549 نسمة  | 156,600 نسمة   |
| العمارة        | 7,000 نسمة     | 284,700 نسمة   | 3,000 نسمة  | 300 نسمة    | 5,000 نسمة  | 300,000 نسمة   |
| ذي قار         | 11,150 نسمة    | 306,220 نسمة   | 160 نسمة    | 30 نسمة     | 2,440 نسمة  | 320,000 نسمة   |
| العدد الكلي    | 1,146,685 نسمة | 1,491,015 نسمة | 87,488 نسمة | 78,792 نسمة | 42,302 نسمة | 2,849,282 نسمة |
| النسبة المئوية | 40.2%          | 52.4%          | 3.1%        | 2.8%        | 1.5%        | 100%           |

- خانة ديانات آخرى تشمل الصابئة المندائيون واليزيديون والشبك

### الوضع بعد انتهاء الحرب العالمية الثانية
بالعودة إلى الإحصاء السكاني للعراق الذي أُجري في سنة 1947 –والذي يسود الاتفاق مبدئي بين الباحثين والمتخصصين بهذا الشأن العراقي على دقته ومرجعيته العلمية– نجد أن مجموع سكان العراق كان يقدر ب 4 ملايين و 564 ألف نسمة (93.3% مسلمون و 6.7% غير مسلمون) وكان السكّان يتوزعون على النسب التالية:
| الطائفة            | سكان المدن | سكان المدن (%) | ريفيون    | ريفيون (%) | المجموع   | المجموع من سكان العراق (%) |
| ------------------ | ---------- | -------------- | --------- | ---------- | --------- | -------------------------- |
| المسلمين           |            |                |           |            |           |                            |
| عرب شيعة           | 673,000    | 41.9           | 1,671,000 | 56.5       | 2,344,000 | 51.4                       |
| عرب سنة            | 428,000    | 26.7           | 472,000   | 16.0       | 900,000   | 19.7                       |
| أكراد سنّة          | 176,000    | 10.9           | 662,000   | 22.4       | 840,000   | 18.4                       |
| فرس شيعة           | 49,000     | 3.1            | 3,000     | 0.1        | 52,000    | 1.2                        |
| تركمان سنة         | 39,000     | 2.5            | 11,000    | 0.3        | 50,000    | 1.1                        |
| تركمان شيعة        | 11,000     | 0.7            | 31,000    | 1.1        | 42,000    | 0.9                        |
| أكراد فيلية (شيعة) | 14,000     | 0.9            | 16,000    | 0.5        | 30,000    | 0.6                        |
| غير المسلمين       |            |                |           |            |           |                            |
| مسيحيون            | 94,000     | 5.9            | 55,000    | 1.8        | 149,000   | 3.1                        |
| يهود               | 113,000    | 7.0            | 4,000     | 0.2        | 117,000   | 2.6                        |
| يزيديون وشبك*      | 2,000      | 0.1            | 31,000    | 1.0        | 33,000    | 0.8                        |
| صابئة              | 5,000      | 0.3            | 2,000     | 0.1        | 7,000     | 0.2                        |
| المجموع            | 1,604,000  | 100.0          | 2,960,000 | 100.0      | 4,564,000 | 100.0                      |

- ملاحظات :
- في هذا الإحصاء تم استثناء رجال القبائل الرُحَّل المقدر عددهم عام 1947 م ب170 ألف نسمة ومعظمهم من المسلمين (حسب المصدر ذاته).
- الشبك مسلمين لكن المصدر لم يعدهم من المسلمين.
- أكثرية مسيحيي العراق هم من الكلدان والأرمن والآشوريين.
- البيانات ورادة حسب وزارة الشؤون الاجتماعية العراقية إحصاء العراق 1947 م (بغداد 1954 م)

### التغييرات في البنية السكانية في فترة ما قبل احتلال العراق 2003

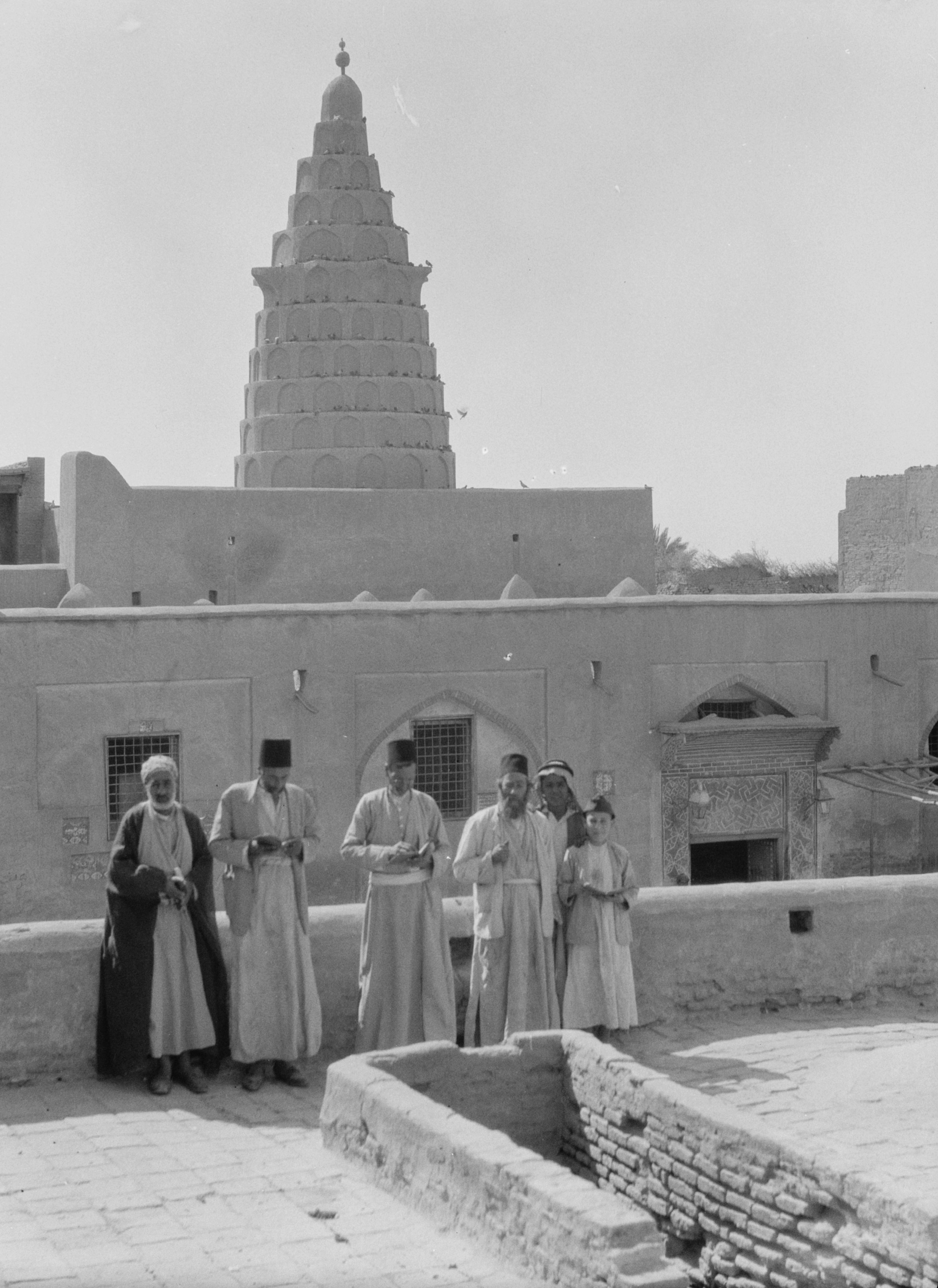
مجموعة من اليهود قرب قبر حزقيال في بلدة الكفل بين بابل وكربلاء

تغيّرت نسب الأعراق والطوائف في العراق نتيجة عدة عوامل أبرزها:
- هجرة اليهود العراقيين منذ قيام دولة إسرائيل في سنة 1948، حيث انخفضت نسبتهم من 2.6% من السكان عام 1947م إلى 0.3% عام 1951م حيث لم يبقى منهم في العراق خلال فترة الخمسينيات سوى ما يقارب ال15 ألف نسمة وتوقّف النزوح خلال رئاسة عبد الكريم قاسم إلا أن النزوح عاود فيما بعد، وذلك بعد انقلاب حزب البعث واستمرت نسبتهم بالانخفاض خلال السبعينيات والثمانينيات إلى أن أصبح عددهم لا يتعدّى ال80 يهودياً في العراق بأكمله عام 2003 معظمهم من كبار السن متمركزون في بغداد (انظر يهود العراق).
- تشتّت وتسفير غالبية العراقيين الفرس أو العراقيين من أصول إيرانية منذ فترة الستينيات وما بعدها حتى الثمانينيات، ونسبتهم كانت تبلغ 1.2%. إضافة إلى تهجير عراقيين شيعة (من العرب والأكراد الفيليين) خلال حرب إيران والعراق بحجة أنهم من حملة التابعية/التبعية الإيرانية وعددهم لا يقل عن مائة ألف نسمة وفق كثير من التقديرات والسجلات فقد تم تهجير 750 ألف مواطن عراقي إلى إيران وتم رميهم إلى الحدود مع مصادره أموالهم المنقولة وغير المنقولة.
- الهجرة الواسعة لأعداد غفيرة من المسيحيين العراقيين –ونسبتهم 3.1%- بسبب: ظروف الحصار الدولي أولاً، وبسبب القمع الحكومي والكردي للمسيحيين، وبسبب تشجيع تلك الهجرة المتواصلة من بعض الجهات الدولية، بالرغم من أن الجهات المسيحية العليا (مثل الفاتيكان) نصحت المسيحيين بالبقاء في العراق لمنع انقراض المسيحية من العراق.

ومن الممكن القول أن نسبة المسلمين في العراق هي حوالي 97%. والباقي مسيحيين ويزيديين وأديان أخرى.

## التوزع الإثني-الديني للسكان

الفئات العرقية والدينية الرئيسية في العراق:
شيعة عرب
سنة عرب
أكراد
آشوريون/كلدان/سريان
يزيديون
تركمان

وفقًا لكتاب حقائق العالم لوكالة المخابرات المركزية، نقلاً عن تقدير الحكومة العراقية لعام 1987، يتألف سكان العراق من 70% من العرب يليهم 25% من الكرد. بالإضافة إلى ذلك يدعي التقدير أن الأقليات الأخرى تشكل 5% من سكان البلاد، بما في ذلك التركمان و«اليزيديين والشبك واليارسانيين» (جماعات عرقية كُرْدِيَّة) والمسيحيون والكاولية والبدو والشركس والصابئة المندائيين والفرس.

### العرب
يشكّل العرب غالبية سكان العراق، وتبلغ نسبتهم حوالي ال 75% - 80%[بحاجة لمصدر] من السكان. وينقسم العرب الذين هم في الغالبية مسلمون إلى شيعة وهم غالبية سكان محافظات جنوب بغداد وإلى سنة وهم غالبية سكان محافظات شمال وغرب بغداد في حين أن بغداد هي المدينة التي تختلط بها إثنيات وطوائف العراق جميعاً.

### الكرد
يشكّل الكُرد حوالي 15% إلى 20% من نسبة السكان. ويقدر عددهم بـ 8.4 مليون، يتركزون في المناطق الشمالية حيث يشكّلون الأغلبية العظمى للسكان في محافظات السليمانية وأربيل ودهوك مع تواجد مميز في كركوك. كما يتواجدون بأقليات أيضًا في محافظات نينوى ومحافظة ديالى وبغداد. يتميّز الكرد بِلباس مُعيّن ولهم ثقافتهم ولغتهم الكردية المميزة.
ويدين معظمهم بالإسلام بالمذهب السني مع قسم كبير من الشيعة المنتشرين في جنوب السليمانية وشمال ديالى وأجزاء من كركوك والأكراد الفيلية والذين يتواجدون في بغداد وديالى وشمال واسط بالإضافة إلى الكرد على الديانة الإيزيدية المنتشرين في دهوك ونينوى في مناطق شيخان وسنجار وسميل، كما يدين من الكرد اليارسانية المنتشرين في قرى كركوك والموصل وكردستان.

### التركمان
يشكّل التركمان حوالي 5% - 7% من نسبة السكان في العراق ويسكن أغلب التركمان في الشريط التركماني في المنطقة الفاصلة بين العرب والأكراد في مدن جلولاء والسعدية وكفري وسليمان بيك والطوز وينكجة كركوك وداقوق وتلعفر في محافظات كركوك وديالى ونينوى، حيث يشكل التركمان ثالث قومية في العراق. ويشكل السنة من التركمان نحو 70% من تركمان العراق وينتشرون في كركوك ومدن الشريط التركماني في جلولاء والسعدية وكفري وسليمان بيك وينكجة وحمرين وتلعفر بينما يشكل التركمان الشيعة نحو 30% من تركمان العراق، ويشكلون غالبية في أقضية طوزخورماتو وتلعفر وداقوق ونواحي أمرلي وطوزخورماتو وقزانية وقرة تبة بالإضافة إلى بلدات وقرى مثل البشير وبسطاملي وقرى حول الموصل وأحياء كبيرة في كركوك وحي تسعين ويتواجدون في خانقين وبلدروز وبدرة وجصان وفي محافظة بغداد.

### المسيحيون

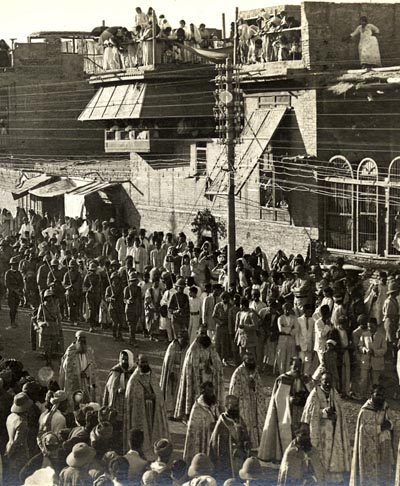
احتفال مسيحي قرب عقد النصارى في بغداد عام 1920م

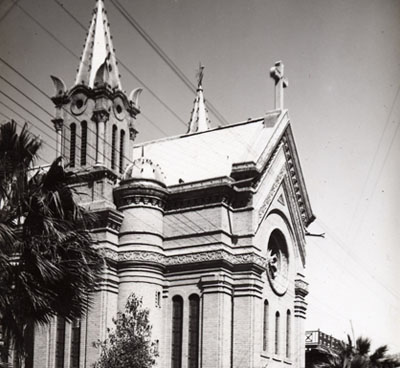
مبنى كنسية القديسة تريزا وتقع في السنك في بغداد وأشرف على بناؤها وتعميرها المهندس باتريك بيير سنة 1928، وكان هنالك كنيسة قديمة في نفس هذا الموقع وقد بنيت في القرن الثامن عشر

يتوزّع مسيحيو العراق على عدة كنائس وطوائف وأعراق وتعتبر منطقة سهل نينوى شمال العراق منطقة تمركز الوجود المسيحي في العراق حيث تتواجد قراهم الرئيسية مثل القوش وتلكيف وعنكاوا وشقلاوا وعقرة وسرسنك وبغديدا وغيرها. في حين أن التمركز الأكثر عددا لمسيحيي العراق هو في بغداد. كما يتواجد المسيحيون في مدن الجنوب كذلك فأكبر تواجد مسيحي جنوب العراق هو في البصرة في حين أنه توجد أقلية مسيحية في مدن العمارة والحلة.
ويعيش أكثر الآشوريون قرب الموصل وقد جاءت أعداد كبيرة من المسيحيين الآشوريين إلى العراق من منطقة هكاري وما جاورها في تركيا بعد مجازر سيفو خلال الحرب العالمية الأولى.
أما بالنسبة للأرمن في العراق فتواجدهم قديم لكنه ازداد بعد مذابح الأرمن في بدايات القرن العشرين ويتمركز التواجد الأرمني في المدن الرئيسية مثل بغداد والبصرة والموصل وغيرها من المدن.

### الشبك
الشبك مجموعة سكانية كردية مسلمة ذات غالبية شيعية. تقطن في أكثر من 60 قرية منتشرة في مناطق متنوعة في الشمال وبالتحديد في محافظة نينوى (سهل نينوى). الغالبية تتحدث بالشبكية الباجلانية القريبة من اللهجة الكورانية. ولقد تعرّض معظمهم للتهجير من مناطقهم خلال حملة الأنفال غير أنهم عادوا لقراهم لاحقا. وللشبك عادات خاصة تشترك في بعض منها مع السكان الآخرين وتختلف في البعض.

### اليزيديين
اليزيديون أو الإيزيديون (بـالكردية: Êzidî أو ئێزیدی) هم مجموعة عرقية دينية تتمركز في العراق وسوريّة. يعيش أغلبهم قرب الموصل ومنطقة جبال سنجار في العراق، وتعيش مجموعات أصغر في تركيا، و سوريا، و ألمانيا، و جورجيا وأرمينيا. ينتمون عرقياً إلى أصلٍ كُرْدِيٍّ ذي جذور هندوأوروبية .

## التوزع الديني - الجغرافي
الغالبية العظمى من العراقيين هم من المسلمين: سنة وشيعة. في حين توجد نسبة من أتباع الديانات الأخرى مثل المسيحية والصابئية والإيزيدية وغيرها.

### إحصاء 1948
بالنظر إلى إحصاء 1947م فإن غالبية سكان العراق هم من الشيعة (عرب، أكراد، تركمان، فرس) حيث شكّلوا نسبة 54.1% من السكان في حين أن السنة (عرب، أكراد، تركمان) قد شكّلوا 39.2% من مجموع سكان العراق. بينما شكّل غير المسلمون (مسيحيون، يهود، صابئة، يزيديون، و غيرهم) 6.7% من مجموع السكان.

### التوزع المناطقي الحالي
يعيش الأكراد في جبال الشمال والشمال الشرقي من العراق. ويختلف الأكراد عن العرب ببعض النواحي الثقافية واللباس واللغة. ويعيش التركمان في المنطقة التي تفصل بين العرب والأكراد وبخاصة في كركوك وتلعفر. ويعيش أكثر المسيحيين قرب الموصل. أما العرب السنة فيتواجد أكثرهم في منطقة المنطقة الوسطى الغربية، ويتركز الشيعة في محافظات الجنوب. في حين أن العاصمة بغداد تشكل مركزاً لتواجد كافة المجموعات الإثنية والدينية في العراق.

#### منطقة البصرة

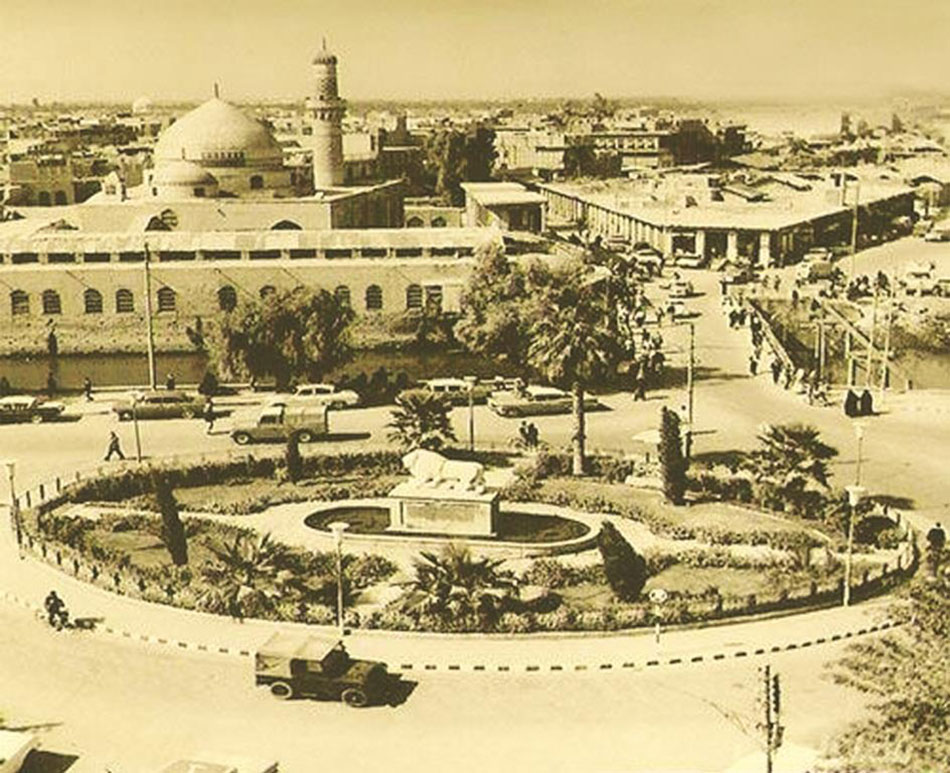
مدينة البصرة ويظهر فيها جامع المقام

تعتبر مناطق شط العرب والقرنة والبصرة والمدينة ذات غالبية شيعية وأما قضاء الزبير وأم قصر وأبو الخصيب ومدينة البصرة يسكنها السنة بشكل كبير، بالإضافة إلى المسلمين يتواجد فيها نسبة ضئيلة من المسيحيين الأرمن والصابئة المندائيين.

#### منطقة بابل
حسب تقديرات عام 2003 يبلغ عدد سكان محافظة بابل مليون وثلاثمائة ألف نسمة أغلبهم من المسلمين، وتعد منطقة جنوب بابل بشكل عام ذات غالبية عربية شيعية، يتركّز الشيعة في مدينة الحلة وجنوب محافظة بابل، ويشكّل العرب السنة أغلبية سكان شمال بابل، تعتبر منطقة شمال بابل وجنوب بغداد (ناحية جرف الصخر، الإسكندرية، الحصوة)، أما بالنسبة للمسيحيين فيتواجد غالبية مسيحيي محافظة بابل في مدينة الحلة.

#### منطقة الجنوب

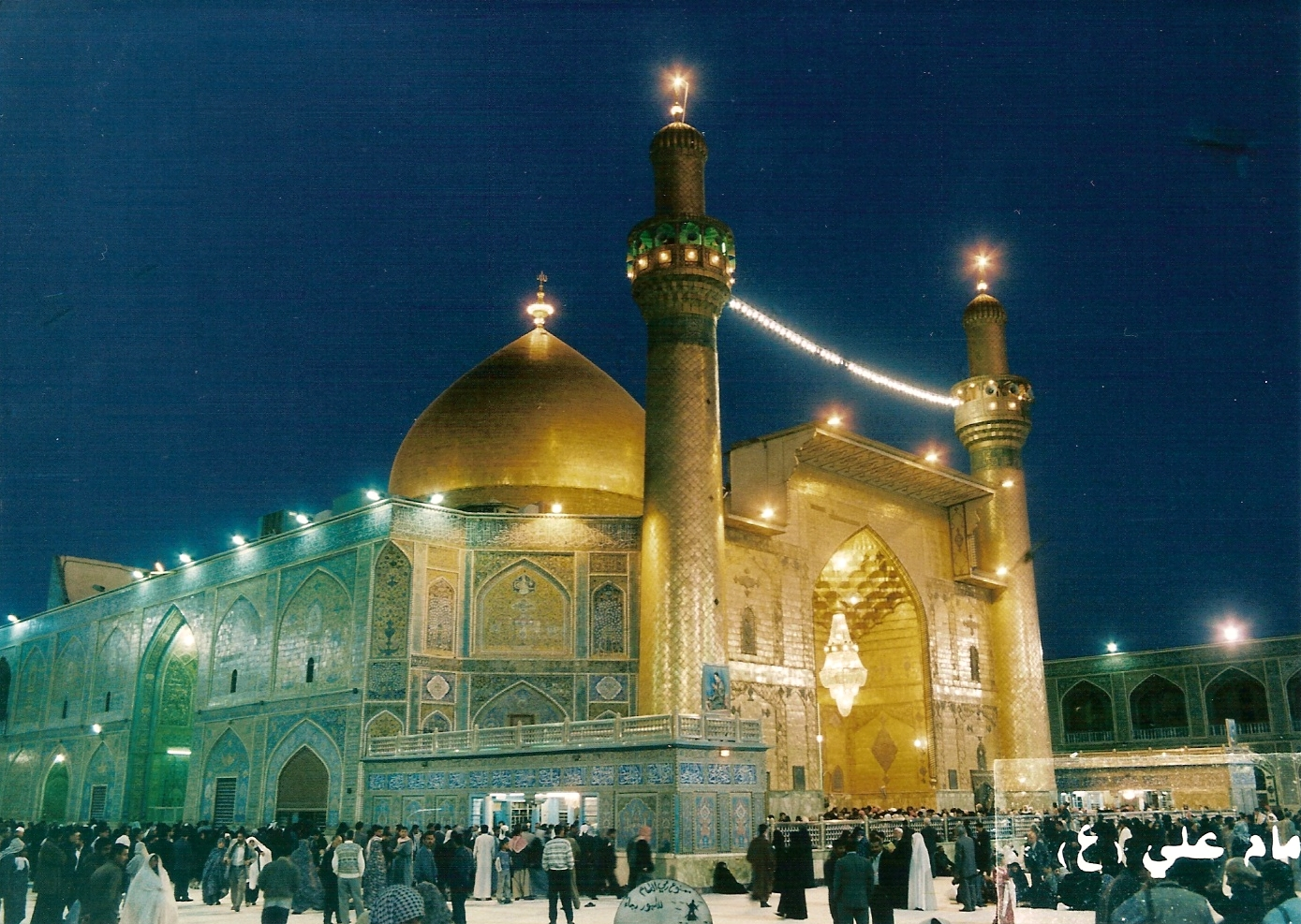
ضريح الإمام علي بن أبي طالب في مدينة النجف

تتضمن منطقة جنوب العراق محافظات البصرة،ذي قار، ميسان، المثنّى، النجف، القادسية، واسط، كربلاء، بابل. وهذه المنطقة ذات غالبية شيعية ساحقة والاستثناء منها هو محافظات البصرة وذي قار وبابل حيث تتواجد تجمّعات سنّية كبيرة في مناطق الزبير وأبو الخصيب وأم قصر وصفوان والفاو ومدينة البصرة والناصرية وسوق الشيوخ وشمال محافظة بابل. كما يوجد تواجد سني بشكل أصغر في السماوة والعمارة والشطرة والحلة. كما يوجد تواجد مسيحي في البصرة والعمارة والحلة. وتوجد تجمّعات للصابئة المندائيين في البصرة والناصرية والعمارة والديوانية والشطرة وقلعة صالح وسوق الشيوخ. وتواجد كردي فيلي وتركماني في بدرة وجصان شمال واسط. ويجدر بالذكر إلى أنه كان يوجد في البصرة وكربلاء والنجف تواجد فارسي شيعي. كما كانت هناك تجمعات يهودية في مدن عديدة جنوب العراق.

#### منطقة ديالى
تعد هذه المنطقة ذات أغلبية عربية سنية ويشكل العرب السنة نسبة 88% كما يسكن في المناطق الشمالية قومية التركمان في جلولاء والسعدية وكفري ونسبتهم 7% من سكان المحافظة، ويتواجد الكرد الفيلية (اللور) في بلدة خانقين والمناطق الحدودية ونسبتهم 3%، ويتواجد الشيعة العرب في قرية خرنابات والهويدر وتبلغ نسبتهم 1%، يشكل العرب السنة نسبة 85% إلى 88% من سكان ديالى بينما يشكل الأكراد الفيلية 3% من سكان ديالى  ويتكوّن الشيعة في ديالى من عدة أعراق إثنية أغلبهم الكرد الفيلية (اللور) وثم التركمان الشيعة والعرب الشيعة، ويتواجد الكرد الفيلية (اللور) في بلدة خانقين والمناطق الحدودية في حين يشكل التركمان السنة غالبية سكان جلولاء والسعدية وكفري أما التركمان الشيعة فيشكلون غالبية سكان قرية قرة تبه. ويتواجد الشيعة العرب في قرية خرنابات والهويدر وفي الخالص شمال ديالى.

#### منطقة كركوك

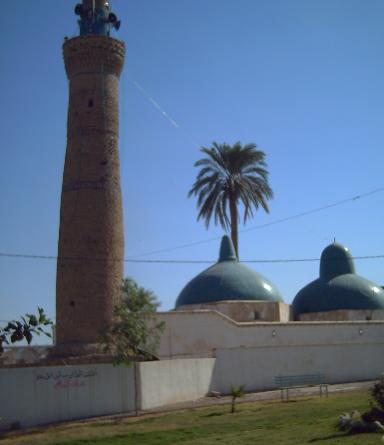
جامع النبي دانيال في محافظة كركوك

يتواجد في هذه المحافظة أغلبية عربية وأيضا الأكراد والتركمان والسريان المسيحيين، يشكّل العرب غالبية السكان في قضاء الحويجة ومدن الزاب والرشاد والرياض والعباسي والدبس ويتواجدون في مدينة كركوك وقضاء داقوق، تحتوي مدينة كركوك المحافظة على نسب متقاربة من العرب والأكراد وبنسبة أقل للأعراق والديانات الأخرى وخاصة التركمان كما يبلغ عدد السريان 1,605 فرد حسب إحصاء عام 1957  حيث يشكّل الكرد نسبة كبيرة في مركز المدينة والمناطق الشمالية والشمالية الشرقية والغربية من المدينة ويشكّل التركمان السنة غالبية التركمان القاطنين في مدينة كركوك وداقوق، يتجمع التركمان السنة في كركوك وألتون كوبري. وبالنسبة للتواجد العربي فهو موجود في كركوك وقضاء الحويجة وقضاء الدبس وقضاء داقوق في حين أن التواجد المسيحي (الذي يشمل التواجد السرياني والأرمني) يتركز في مدينة كركوك.
يذكر إحصاء أجرته السلطات العراقية عام 1997 م أن السكان قسموا إلى الفئات التالية بحسب اللغة الأم.
| الفئة | العرب        | الكرد        | التركمان    | أخرى       | المجموع      |
| ----- | ------------ | ------------ | ----------- | ---------- | ------------ |
| العدد | 544,596 نسمة | 155,861 نسمة | 50,099 نسمة | 2,189 نسمة | 752,745 نسمة |

#### منطقة وسط العراق وشماله الغربي

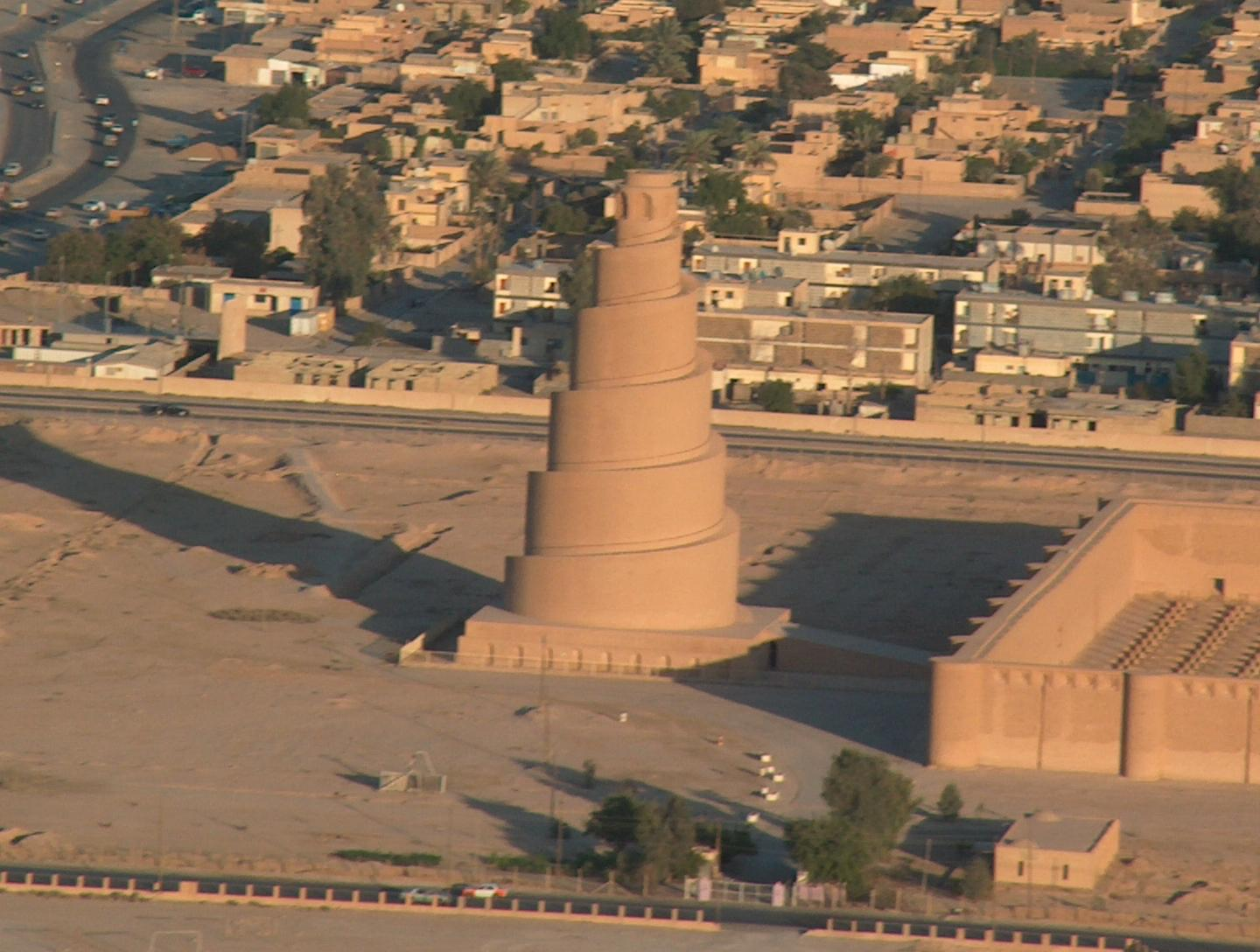
جامع الملوية في سامراء

تشمل هذه المنطقة محافظات الأنبار وصلاح الدين وديالى ونينوى (إقليم الجزيرة). وتعتبر هذه المنطقة ذات غالبية عربية سنية بنسبة 95% مع تواجد لأقليات صغيرة من السريان المسيحيين واليزيديين والشبك والتركمان والأكراد في محافظة نينوى.
بينما يتواجد التركمان السنة في مدن سليمان بيك وجلولاء والسعدية وكفري وكركوك وينكجة وتلعفر وأما الكرد الفيلية (اللور) يتواجدون في بلدة خانقين ويتواجد أقلية من الكرد في مدينة الطوز. ويتواجد الشيعة العرب في قرية الدجيل ومدينة بلد وبلدة الخالص وهي مناطق مختلطة للطائفتين السنية والشيعية وليست مناطق شيعة خالصة.

#### منطقة كردستان العراق

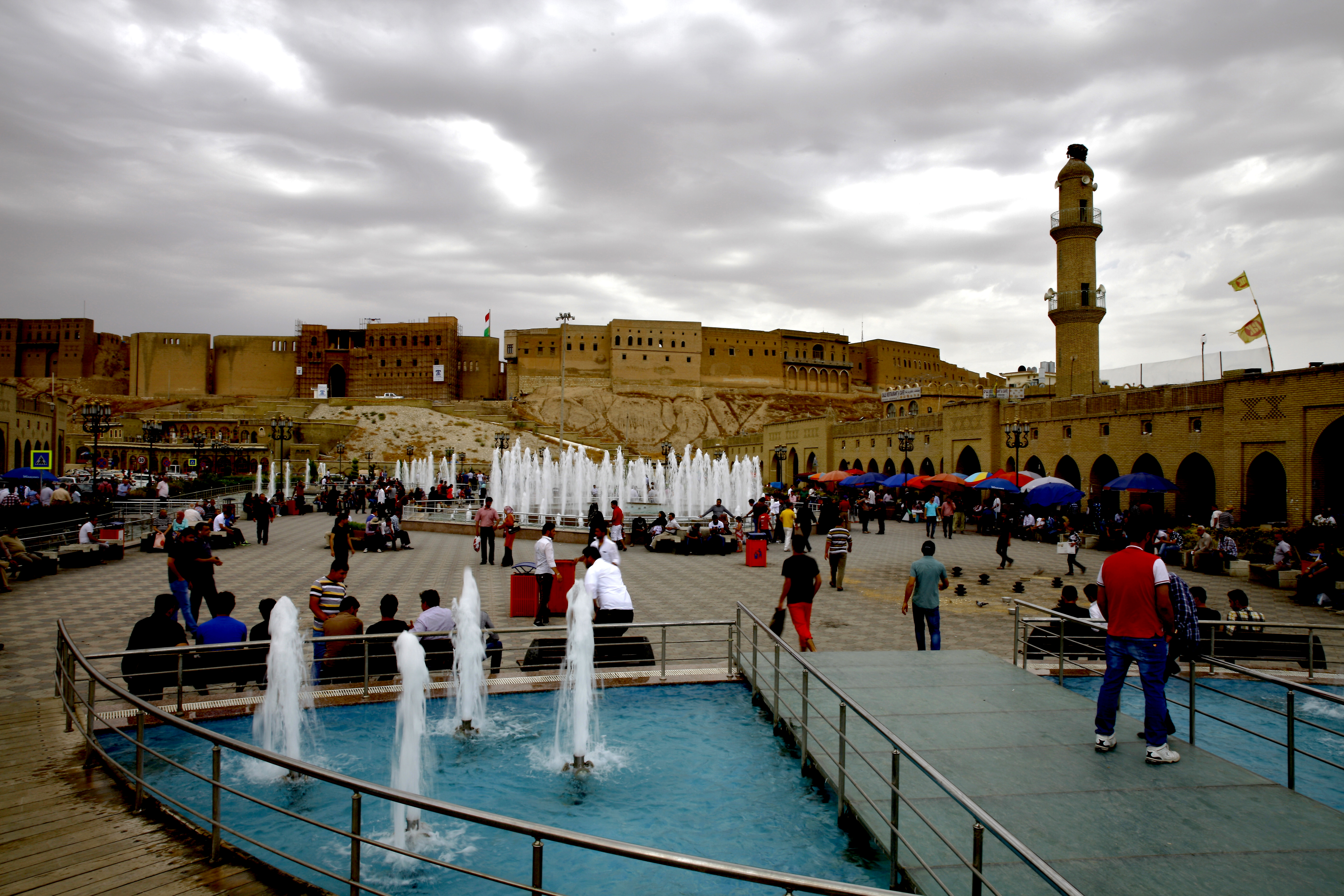
جامع وتكية خانقاه الخالدية في أربيل

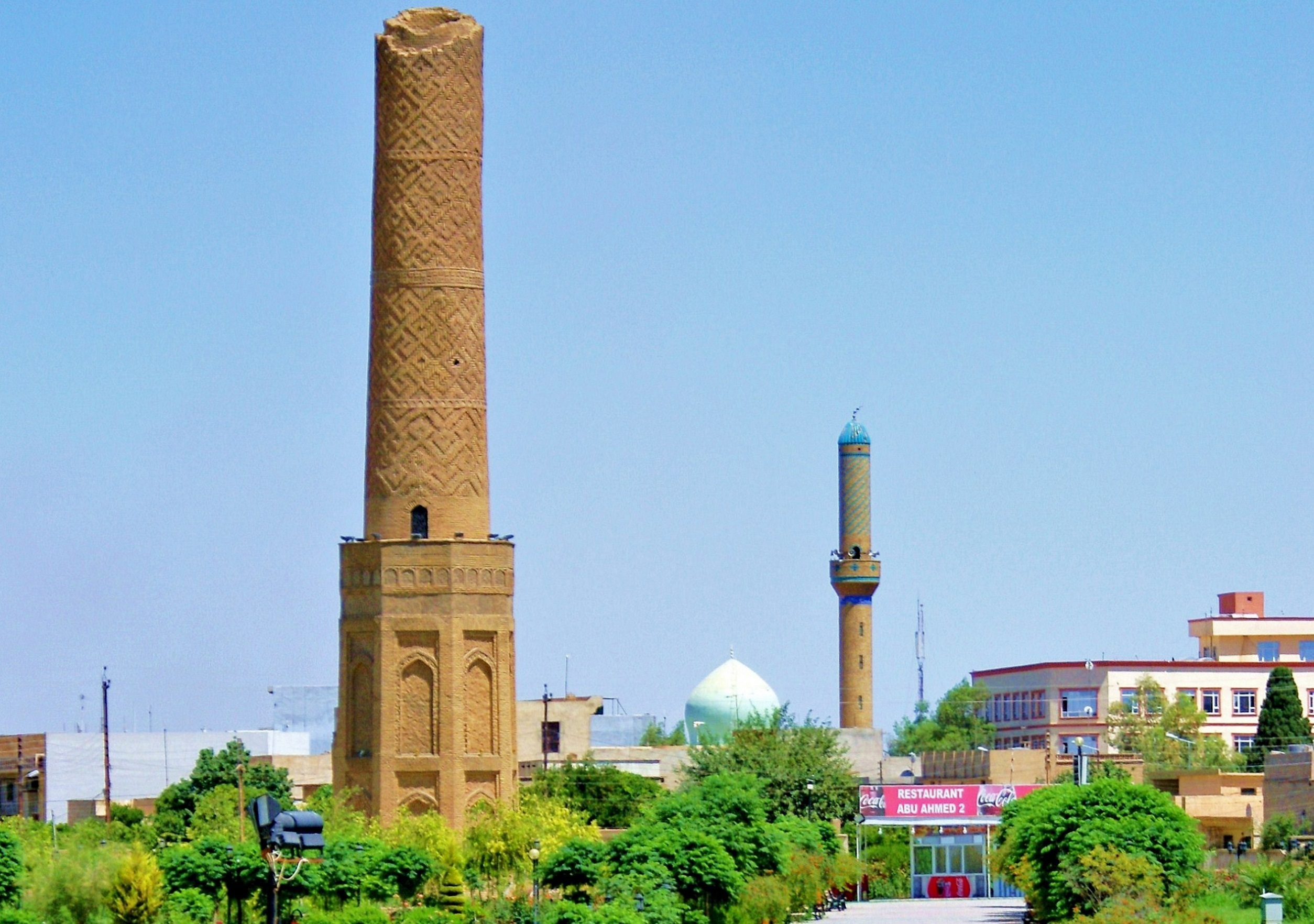
المنارة المظفرية الأثرية القديمة في أربيل عام 2010

منطقة كردستان العراق تشمل محافظات السليمانية، وأربيل ودهوك وتتمتع هذه المنطقة بنوع من الحكم الذاتي. وغالبية سكان هذه المنطقة هم من الأكراد واللغة الكردية هي اللغة السائدة في هذه المحافظات الثلاثة. وأكبر وجود غير كردي في هذه المنطقة هو للمسيحيين والتركمان حيث توجد العديد من القرى والبلدات المسيحية في كردستان العراق مثل عينكاوة وعقرة وسميل في حين يتواجد المسيحيون في مدن دهوك وأربيل والسليمانية والعمادية. كما أن أكثر تواجد للتركمان بالمنطقة هو في مدينة أربيل.

#### منطقة بغداد

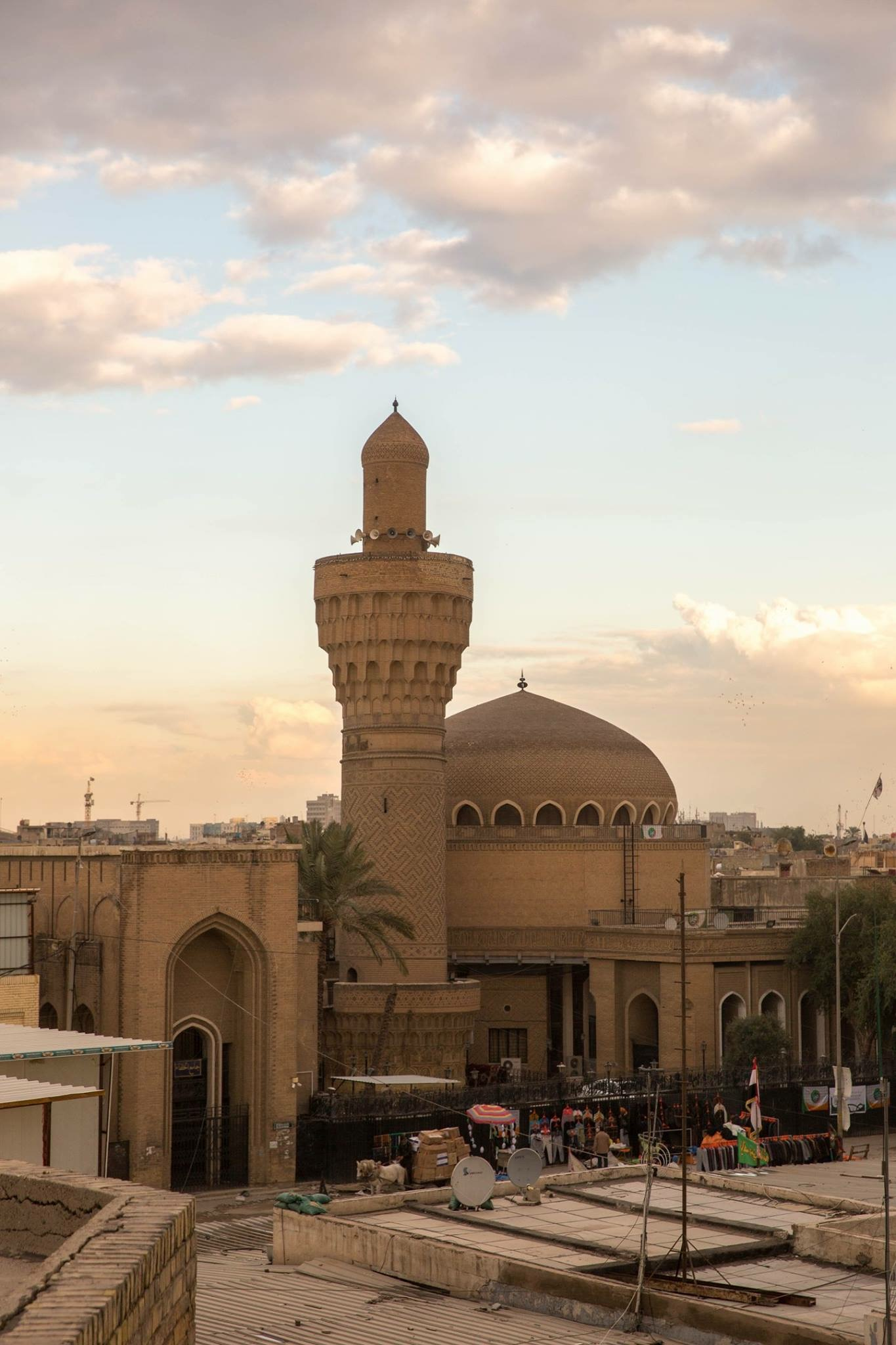
جامع الخلفاء

تعتبر مدينة بغداد وبحكم أنها عاصمة البلاد المركز الذي يجتذب سكان البلاد من كافة الطوائف والأعراق. سكان بغداد هم مزيج من أعراق وأديان مختلفة مع غالبية عربية مسلمة. يشكل الأكراد الفيليين أقلية عرقية كبيرة في مدينة بغداد. في حين يشكل المسيحيون الأقلية الدينية الأكبر في بغداد يتبعها اليزيديون والصابئة المندائيون والبهائيون. قبل عام 1949 م كان اليهود يشكلون نسبة كبيرة من سكان مدينة بغداد حيث أن نسبتهم من سكان بغداد وصلت إلى 35.3% من مجموع سكان المدينة عام 1908م  لكن عددهم انحسر بسبب الهجرة أو التهجير التي تلت تأسيس دولة إسرائيل عام 1948م. كما أن المدينة كانت تضم تجمعاً للعراقيين الفرس في ضاحية الكاظمية في بغداد لكن جرى تهجيرهم من العراق خلال فترة الستينيات والسبعينيات.
يذكر إحصاء أجرته سلطات الانتداب البريطاني قبل أبريل/نيسان عام 1920م أن مجموع سكان محافظة بغداد كان 250 ألف نسمة أي ربع مليون من أصل مليونان و849 ألف نسمة هم سكان العراق في ذلك الوقت. وقد توزع السكان وفقاً للمجموعات الدينية التالية:
| الفئة          | مسلمين سنة   | مسلمين شيعة | يهود        | مسيحيون     | ديانات آخرى | المجموع      |
| -------------- | ------------ | ----------- | ----------- | ----------- | ----------- | ------------ |
| العدد          | 130,000 نسمة | 54,000 نسمة | 50,000 نسمة | 15,000 نسمة | 1,000 نسمة  | 250,000 نسمة |
| النسبة المئوية | 52%          | 21.6%       | 20%         | 6%          | 0.4%        | 100%         |

ذكر حنا بطاطو أن زيادة عدد الشيعة في بغداد إلى أكثرية بعد أن كانوا خُمس سكان بغداد، بسبب الهجرات الهائلة من الريف الجنوبي إلى بغداد، هرباً من تعسف النظام الإقطاعي القمعي الذي كان في لواء الكوت والعمارة الشيعيين، وانجذاباً إلى الحياة المدنية، وجفاف النهيرات المتفرعة من دجلة بسبب تفشي استعمال نظام السحب بالمضخات في الكوت وبغداد، وذُكر في مسح اجتماعي، سئل فيه هؤلاء المهاجرون عن سبب هجرتهم إلى بغداد، فأظهرت نتائج البحث أن سبب الهجرة «سوء الأحوال في الأرياف، لا جاذبية المدن»، كان ذلك قبل الانقلاب على الحكم الملكي، أما بعده، فقد تزايد عدد المهاجرين الشيعة من الجنوب إلى بغداد، إذ زال الخوف من النظام الإقطاعي، وظهرت وعود الحكومة بإسكان أصحاب الصرائف، فزاد العدد.

## احصاء حديث للسكان
العراق ذو غالبية مسلمة حوالي 97% من السكان، وينقسم معظم المسلمون في العراق إلى طائفتين رئيسيتين هما طائفة الشيعة الإثني عشرية وطائفة أهل السنة والجماعة، ويشكّلان نسبة متقاربة في تعدادهما، وفي إحصائية حديثة تبلغ نسبة المسلمون الشيعة 51٪ من سكان العراق بينما تبلغ نسبة المسلمون السنة 42٪ من السكان حسب تقرير بين سنتي 2007 و 2009 قامت به مؤسستان هما ABC و Pew Research Center،. ويشكل المسيحيون والصابئة واليزيديين أقل من 5%, يذكر أن اليهود في العراق كانوا يشكلون ما يزيد على 4% من السكان بعد الحرب العالمية الثانية لكن أحداث الفرهود والهجرة القسرية التي تعرّضوا لها من قبل النظام الملكي قلصت أعدادهم إلى ما يقارب ال 10000 نسمة.